# Giovanna d'Inghilterra (regina di Sicilia)
Giovanna di Sicilia (Angers, ottobre 1165 – Rouen, 24 settembre 1199) fu regina consorte di Sicilia, dal 1177 al 1189, e poi contessa consorte di Tolosa e Marchesa consorte di Provenza, dal 1196 alla sua morte.

## Origine
Sia secondo Matteo di Parigi, che secondo la Chronique de Robert de Torigny, Tome I, era la settima figlia del re d'Inghilterra Enrico II Plantageneto (1133-1189) e di Eleonora, duchessa d'Aquitania (1122-1204), che come risulta dalla Chronica Albrici Monachi Trium Fontium, era la figlia primogenita del duca di Aquitania, Guglielmo X il Tolosano, appartenente alla dinastia dei Ramnulfidi e di Aénor di Châtellerault, figlia del visconte Americo I di Châtellerault e della Maubergeon, l'amante di suo nonno, il duca di Aquitania, Guglielmo IX il Trovatore.
Eleonora d'Aquitania, era stata sposata col re di Francia, Luigi VII, a cui aveva dato due figlie. Enrico II Plantageneto, secondo la Historia rerum in partibus transmarinis gestarum, dell'arcivescovo di Tiro, Guglielmo, era il figlio primogenito di Goffredo il Bello o Plantageneto (1113-1151), conte di Angiò e del Maine e futuro duca di Normandia, e dell'erede al trono d'Inghilterra e al ducato di Normandia, Matilde d'Inghilterra (1102-1167), detta "l'imperatrice Matilde", in quanto era stata la moglie dell'imperatore del Sacro Romano Impero, Enrico V.

## Biografia
La nascita di Giovanna (Alienor regina peperit filiam quam vocavit Johannam) viene citata anche dalla Historiæ Anglicanæ Scriptores X. Nata nel 1165 ad Angers, nell'Angiò, crebbe alle corti di sua madre a Winchester e Poitiers.
Nel 1176, all'età di 11 anni, Giovanna venne chiesta in moglie dal 23enne Re di Sicilia Guglielmo II il Buono, figlio di Guglielmo I il Malo e di Margherita di Navarra. Il 27 agosto Giovanna si mise in viaggio accompagnata dal vescovo di Norwich e dallo zio, figlio naturale di Goffredo V il Bello, Hamelin di Warenne, quinto conte del Surrey. A Sant' Egidio, dove la flotta capitanata dall'Ammiraglio Gualtieri II de Mohac (ovvero "di Modica") fece tappa, incontrarono i rappresentanti del Regno di Sicilia (come viene confermato da Matteo di Parigi, monaco benedettino inglese e cronista della storia inglese, nel suo Chronica Majora), ovvero Alfano, arcivescovo di Capua, e Richard Palmer, vescovo di Siracusa.
Arrivarono finalmente in Sicilia dopo un viaggio avventuroso: il 10 febbraio 1177, secondo il documento I 52 riportato nel Fœdera, Conventiones, Litteræ, fu redatto il contratto di matrimonio e subito dopo Giovanna sposò Guglielmo II come viene ricordato dal Florentii Wigorniensis Monachi Chronicon, Tomus II, dal Continuatore di Guglielmo di Tiro e dalla Historiæ Anglicanæ Scriptores X. Giovanna venne incoronata regina di Sicilia nella Cattedrale di Palermo il 13 febbraio 1177.
Nel 1189 re Guglielmo II morì a 36 anni, senza discendenti né da Giovanna né da altre donne. Giovanna fu confinata nell'harem che era stato di Guglielmo II nel castello della Zisa.
Nel 1190 giunse in Sicilia il fratello di Giovanna, il re d'Inghilterra Riccardo Cuor di Leone, che era sulla via per la Terra santa; secondo lo storico britannico Steven Runciman, il re si fermò a Messina e viaggiò via terra in quanto i trasferimenti via mare gli procuravano sofferenza. Riccardo chiese al nuovo re di Sicilia Tancredi la liberazione della sorella e l'elargizione di una somma che spettava alla vedova: Tancredi liberò Giovanna e le permise di raggiungere il fratello a Messina, ma le diede solo una parte della somma che le spettava; allora Riccardo, adirato, occupò Messina e fece costruire una torre di legno detta Mata Grifone ("Ammazza greci"). Tancredi si presentò con le sue truppe, ma sul posto preferì stipulare un accordo e consegnò 20.000 once d'oro a testa a Giovanna per la vedovanza e a Riccardo in cambio della sua alleanza.
Nel marzo 1191 giunsero in Sicilia anche Eleonora d'Aquitania, che rientrò in Inghilterra quasi subito, e Berengaria di Navarra (promessa sposa di Riccardo), che si prese cura di Giovanna. Mentre Eleonora era tornata in Francia, Giovanna e Berengaria si imbarcarono per la Terra santa, ma una tempesta divise le navi: mentre Riccardo riparava a Creta, i marosi spinsero Giovanna e Berengaria verso Cipro, dove furono catturate dal despota Isacco Comneno. Secondo il Continuatore di Guglielmo di Tiro, nel libro XXVIII del Recueil des historiens des croisades. Historiens occidentaux, Riccardo catturò Isacco, lo relegò in una segreta, liberò la sorella e la fidanzata, e fece inoltre prigioniera la figlia di Isacco, definita la fille de l'empereor de Chypre: Riccardo e le tre donne raggiunsero insieme Acri.
Secondo il Recueil des historiens des croisades vol. I, dopo la distruzione di Ascalona, furono avviate trattative di pace tra Riccardo e il Saladino che portarono a ipotizzare un matrimonio tra Giovanna e Al-Adil (fratello del Saladino) che insieme avrebbero governato Gerusalemme, ma la proposta non andò in porto perché le alte cariche religiose richiedevano una conversione al cristianesimo di Al-Adil. Si era parlato di nozze anche col re di Francia Filippo II, probabilmente non andate in porto perché la madre di Giovanna era stata sposata al padre di Filippo, Luigi VII.
Il 29 settembre 1191, dopo aver vissuto alcuni mesi a San Giovanni d'Acri, Giovanna, con la cognata Berengaria che aveva sposato Riccardo a Limassol, si imbarcò per tornare in Francia, mentre Riccardo partì circa un anno dopo, via terra.
Nel 1196, portando in dote le contee di Quercy ed Agenais, Giovanna, secondo la Chronica Majora di Matteo di Parigi, sposò Raimondo VI conte di Tolosa, duca di Narbona e marchese di Provenza (1156-1222), figlio primogenito del conte di Tolosa, marchese di Provenza e duca di Narbona, Raimondo V e di Costanza di Francia (come risulta dalla Chronica Albrici Monachi Trium Fontium, e dalla Histoire Générale de Languedoc, avec des Notes, Tome IV). Raimondo VI era al suo quarto matrimonio, e con quest'ultimo suggellò un'alleanza tra la contea di Tolosa e il ducato d'Aquitania, ponendo così fine alle difficili relazioni tra la contea di Tolosa e Riccardo Cuor di Leone, il quale dal 1189 era intitolato  come re d'Inghilterra, duca di Normandia, conte del Maine, d'Angiò e di Turenna, duca d'Aquitania e Guascogna e conte di Poitiers, in quanto Giovanna era la sua sorella prediletta. La promessa di matrimonio del 1196 tra Giovanna (soror regis Ricardi Johanna quæ et regina exstiterat Siciliæ) e Raimondo VI (comiti Sancti Ægidii) viene riportato nel Radulphi de Coggeshall Chronicon Anglicanum e nel Annales de Margan tra (Johanna relicta Willelmi regis Apulia) e (comiti Sancti Egidii); mentre il matrimonio, sempre nel 1196, è ricordato dagli Annales de Burton.
Giovanna non fu trattata molto bene da suo marito, temeva lui e i suoi cavalieri. Nel 1199, mentre era incinta del suo terzo figlio, fu lasciata sola a fronteggiare la ribellione dei signori di Saint-Félix-Lauregais, si rifugiò al castello di Cassès, ma temendo un tradimento cercò rifugio nelle terre di suo fratello Riccardo; arrivò a Châlus e lì trovò suo fratello morto; allora si rifugiò a Rouen, alla corte di sua madre. Secondo la Histoire Générale de Languedoc, Tome VI, Preuves, Giovanna morì a Rouen il 24 settembre 1199: dato il suo stato di gravidanza avanzato, dopo la sua morte le fu aperto il ventre da cui fu estratto un maschio che fu battezzato col nome di Riccardo, ma che visse solo poche ore.
Secondo la Chronica, Magistri Rogeri de Houedene, che conferma la morte in Normandia, il corpo di Giovanna fu trasferito e sepolto nell'Abbazia di Fontevrault. Secondo la Chronique de Maître Guillaume de Puylaurens sur la guerre des Albigeois (1202-1272), Giovanna fu deposta accanto al fratello Riccardo Cuor di Leone ai piedi del loro padre, Enrico II, accanto al quale fu poi sepolta anche la loro madre Eleonora d'Aquitania.

## Figli
Giovanna a Guglielmo diede un figlio:
- Boemondo (1182- morto giovane), che secondo la Chronique de Robert de Torigny, Tome II, era stato investito del ducato di Puglia[30].

Giovanna diede a Raimondo tre figli:
- Raimondo (1197-1249), secondo gli Annales de Burton, era il primogenito[27]; divenne conte di Tolosa e marchese di Provenza
- Giovanna (1198-28 maggio 1255), come risulta dallo Extrait de l'ancien obitouiaire de l'abbaye de la Vaissy en Auvergne, in cui viene riportata la data della morte di Giovanna, ricordando che era figlia di Raimondo VI e Giovanna d'Inghilterra ed era la moglie di Bernard [II] Seigneur de la Tour[31]
- un figlio maschio (1199), che morì poco dopo la nascita, subito dopo essere stato battezzato[2], sembra col nome di Riccardo.

## Ascendenza
|                          |                          |                                     | Genitori                      |  |  | Nonni |  |  | Bisnonni        |  |  | Trisnonni        |  |
|                          |                          |                                     |                               |  |  |       |  |  | Folco V d'Angiò |  |  | Folco IV d'Angiò |  |
|                          |                          |                                     |                               |  |  |       |  |  | Folco V d'Angiò |  |  | Folco IV d'Angiò |  |
|                          |                          | Bertrada di Montfort                |                               |  |  |       |  |  | Folco V d'Angiò |  |  |                  |  |
| Goffredo V d'Angiò       |                          |                                     |                               |  |  |       |  |  | Folco V d'Angiò |  |  |                  |  |
|                          |                          | Eremburga del Maine                 | Elia I del Maine              |  |  |       |  |  |                 |  |  |                  |  |
|                          |                          | Eremburga del Maine                 | Elia I del Maine              |  |  |       |  |  |                 |  |  |                  |  |
|                          |                          | Eremburga del Maine                 | Matilda di Château-du-Loir    |  |  |       |  |  |                 |  |  |                  |  |
| Enrico II d'Inghilterra  |                          | Eremburga del Maine                 |                               |  |  |       |  |  |                 |  |  |                  |  |
|                          |                          | Enrico I d'Inghilterra              | Guglielmo I d'Inghilterra     |  |  |       |  |  |                 |  |  |                  |  |
|                          |                          | Enrico I d'Inghilterra              | Guglielmo I d'Inghilterra     |  |  |       |  |  |                 |  |  |                  |  |
|                          |                          | Enrico I d'Inghilterra              | Matilde delle Fiandre         |  |  |       |  |  |                 |  |  |                  |  |
| Matilde d'Inghilterra    |                          | Enrico I d'Inghilterra              |                               |  |  |       |  |  |                 |  |  |                  |  |
|                          |                          | Matilde di Scozia                   | Malcolm III di Scozia         |  |  |       |  |  |                 |  |  |                  |  |
|                          |                          | Matilde di Scozia                   | Malcolm III di Scozia         |  |  |       |  |  |                 |  |  |                  |  |
|                          |                          | Matilde di Scozia                   | Margaret di Scozia            |  |  |       |  |  |                 |  |  |                  |  |
| Giovanna d'Inghilterra   |                          | Matilde di Scozia                   |                               |  |  |       |  |  |                 |  |  |                  |  |
|                          | Guglielmo IX d'Aquitania | Guglielmo VIII di Aquitania         |                               |  |  |       |  |  |                 |  |  |                  |  |
|                          | Guglielmo IX d'Aquitania | Guglielmo VIII di Aquitania         |                               |  |  |       |  |  |                 |  |  |                  |  |
|                          | Guglielmo IX d'Aquitania | Hildegarda di Borgogna              |                               |  |  |       |  |  |                 |  |  |                  |  |
| Guglielmo X di Aquitania | Guglielmo IX d'Aquitania |                                     |                               |  |  |       |  |  |                 |  |  |                  |  |
|                          |                          | Filippa di Tolosa                   | Guglielmo IV di Tolosa        |  |  |       |  |  |                 |  |  |                  |  |
|                          |                          | Filippa di Tolosa                   | Guglielmo IV di Tolosa        |  |  |       |  |  |                 |  |  |                  |  |
|                          |                          | Filippa di Tolosa                   | Emma di Mortain               |  |  |       |  |  |                 |  |  |                  |  |
| Eleonora d'Aquitania     |                          | Filippa di Tolosa                   |                               |  |  |       |  |  |                 |  |  |                  |  |
|                          |                          | Aimery I, Visconte di Châtellerault | Boson II de Châtellerault     |  |  |       |  |  |                 |  |  |                  |  |
|                          |                          | Aimery I, Visconte di Châtellerault | Boson II de Châtellerault     |  |  |       |  |  |                 |  |  |                  |  |
|                          |                          | Aimery I, Visconte di Châtellerault | Alienor de Thouars            |  |  |       |  |  |                 |  |  |                  |  |
| Aénor di Châtellerault   |                          | Aimery I, Visconte di Châtellerault |                               |  |  |       |  |  |                 |  |  |                  |  |
|                          |                          | Dangerose de l'Isle Bouchard        | Barthelemy de L'Isle Bouchard |  |  |       |  |  |                 |  |  |                  |  |
|                          |                          | Dangerose de l'Isle Bouchard        | Barthelemy de L'Isle Bouchard |  |  |       |  |  |                 |  |  |                  |  |
|                          |                          | Dangerose de l'Isle Bouchard        | Gerberge de Blaison           |  |  |       |  |  |                 |  |  |                  |  |
|                          |                          | Dangerose de l'Isle Bouchard        |                               |  |  |       |  |  |                 |  |  |                  |  |

### Fonti primarie
- (LA)  Annales Monastici Vol. I.
- (LA)  Rerum Gallicarum et Francicarum Scriptores, tomus XII.
- (LA)  Histoire généalogique de la maison d´Auvergne, Tome II.
- (LA)  Chronique de Robert de Torigny, Tome I.
- (LA)  Monumenta Germaniae Historica, Scriptores, tomus XXIII.
- (LA)  Historia rerum in partibus transmarinis gestarum.
- (LA)  Historiæ Anglicanæ Scriptores X.
- (LA)  Chronica Majora, tomus II.
- (LA)  Florentii Wigorniensis Monachi Chronicon, Tomus II, Continuatio.
- (LA)  Fœdera, Conventiones, Litteræ, tomus I.
- (LA)  Monumenta Germaniae Historica, Scriptores, tomus XIX.
- (LA)  Radulphi de Coggeshall Chronicon Anglicanum.
- (LA)  Annales Monastici Vol. I.
- (LA)  Histoire Générale de Languedoc avec des Notes, tome IV.
- (LA)  Chronique de Robert de Torigny, Tome II.
- (LA)  Chronica, Magistri Rogeri de Houedene, vol. IV.

### Letteratura storiografica
- Frederik Maurice Powike, I regni di Filippo Augusto e Luigi VIII di Francia, in «Storia del mondo medievale», vol. V, 1999, pp. 776–828
- Ferdinand Chalandon, "La conquista normanna dell'Italia meridionale e della Sicilia", cap. XIV, vol. IV (La riforma della chiesa e la lotta fra papi e imperatori) della Storia del Mondo Medievale, 1999, pp. 483–529.
- (FR)  Histoire Générale de Languedoc, Notes, Tome IV.
- (FR)  Recueil des historiens des croisades. Historiens occidentaux.
- (FR)  Chronique de Guillaume de Puylaurens.
- (FR)  Recueil des historiens des croisades vol. I.
- (EN)  A History of the Croisades, vol. III.